# Max Buri

Max Buri in seinem Atelier (vor 1908)

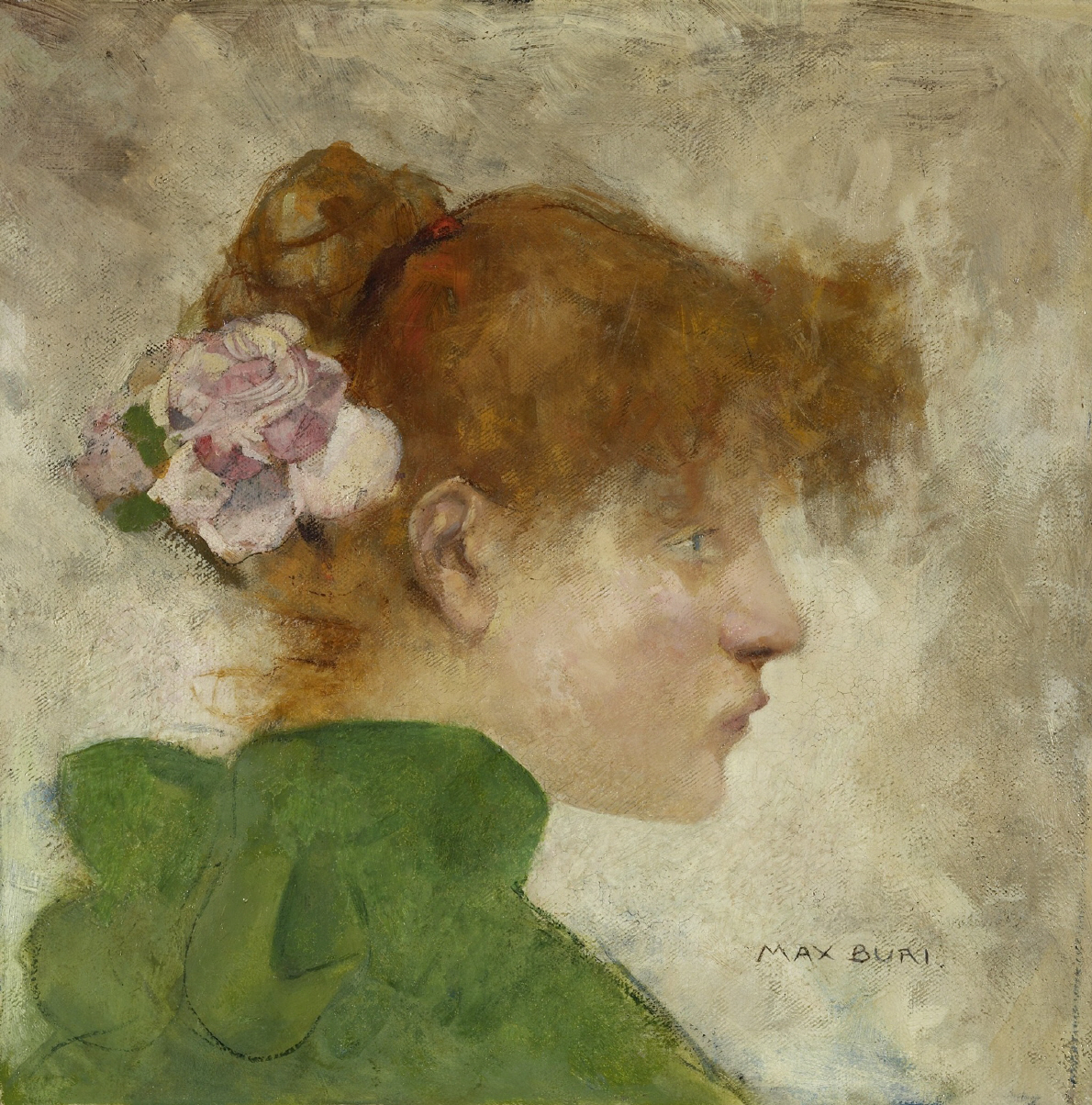
Max Buri: Junge Frau mit roten Haaren

Max Buri (* 24. Juli 1868 in Burgdorf; † 21. Mai 1915 in Interlaken) war ein Schweizer Maler.

## Leben und Werk
Max Buri war ein Sohn des wohlhabenden Kaufmanns Franz Alfred Buri und erhielt bereits während seiner Zeit am Gymnasium privaten Zeichenunterricht bei Paul Volmar in Bern. Seine Jugend war vom frühen Tod seines Vaters und seiner Schwester überschattet. 1885 zog die Mutter mit ihren fünf Söhnen nach Basel. Nach der Schulzeit besuchte er die Klasse von Fritz Schider in der Gewerbschule von Basel. 1886 besuchte er den Vorkurs an der Akademie der Bildenden Künste in München und wurde kurze Zeit später von Professor Karl Raupp wegen Faulheit und fehlender Begabung entlassen. So besuchte er von 1887 bis 1889 die Privatschule von Simon Hollósy.
Danach reiste er 1889 nach Paris und wurde an der Académie Julian Schüler von Jules Lefébvre und Adolphe William Bouguereau. Nach Auslandsreisen durch England, Spanien, die Niederlande, Belgien und den Magreb, kehrte er nach München zurück und eröffnete ein Atelier. In der bayrischen Hauptstadt war er bis 1895 Schüler des Schweizer Malers Albert von Keller. Nach seiner Eheschliessung mit Frida Schenk 1898 lebte er in der Schweiz; in Langnau im Emmental, ab 1899 in Luzern und ab 1903 in Brienz. Mit seiner Frau hatte er die Tochter Hedwig, die 1899 zur Welt kam. Lange Zeit konnte sich Max Buri nicht von den Einflüssen der Münchner Schule lösen. Erst um 1900 entwickelte er dann unter dem Einfluss von Ferdinand Hodler einen eigenen Stil. 1905 erhielt er die kleine goldene Medaille an der IX. internationalen Kunstausstellung in München für Nach dem Begräbnis.
Buri war 1909 der Initiant der „Ersten Internationalen Kunstausstellung der Schweiz“, die im Kursaal Interlaken stattfand. Auch ein Jahr später bei der zweiten Interlakener Ausstellung, in der neben Schweizer und deutschen Künstlern Bilder des französischen (Post)Impressionismus gezeigt wurden, war Buri Mitorganisator. 1911 wurde Buri an der „Internationalen Ausstellung“ in Rom der Staatspreis („Medaille I. Klasse“) für das Doppelbildnis Die Alten zugesprochen. Bei der „XI. Nationalen Kunstausstellung“ in Neuchâtel 1912 hatte er einen eigenen Saal mit 22 Werken; er verkaufte für 28‘500 Franken. Im selben Jahr fand im Kunsthaus Zürich ein Brandanschlag auf Werke von ihm und Cuno Amiet statt. Der Fall wurde nie aufgeklärt. 1913 war Buri Jurymitglied der Schweizerischen Abteilung der XI. Internationalen Kunstausstellung im Münchner Glaspalast. Im selben Jahr wurde er in die Jury für die „XII. Nationale Kunstausstellung“ gewählt, die auf dem Gelände der Schweizerischen Landesausstellung 1914 in Bern stattfand.
Am 21. Mai 1915 fiel Buri in Interlaken vom Landungssteg in die Aare; er starb kurz vor Mitternacht im Hotel du Lac an Herzversagen. Das Kunsthaus Zürich veranstaltete im Spätsommer desselben Jahres eine Gedächtnisausstellung mit über 160 Werken. Zehn Bilder wurden verkauft, unter anderem die Die Brienzer Bäuerin mit Korb für den damals unglaublichen Preis von 15‘000 Franken.
Buris Bilder wurden gezeigt an Ausstellungen in Paris, Lausanne, Düsseldorf, München, Köln, Wien, Bremen, Zürich, Interlaken, Berlin, Budapest, Rom, Baden-Baden, Frankfurt, Amsterdam, Neuchâtel, Genf, Stuttgart.
Buri war auch als Lehrer tätig. Eine seiner bekannteren Schülerinnen war die Malerin und Grafikerin Klara Borter. Die Grafikerin, Zeichnerin und Pferdmalerin Carmen Buri war eine Nichte von ihm.

## Auszeichnungen
- 1900: Auszeichnung an der Pariser Weltausstellung (Gemälde Madonna, zerstört 1902)
- 1905: Kleine Goldene Medaille an der IX. internationalen Ausstellung im Münchner Glaspalast (Gemälde Nach einem Begräbnis in Brienz)
- 1911: Staatspreis an der internationalen Ausstellung in Rom (Gemälde Die Alten)
- 1913: Grosse Goldene Medaille an der XI. internationalen Ausstellung im Münchner Glaspalast (Gemälde Die Alten)